# Qiao Shi
Qiao Shi, diciembre de 1924, 14 de junio de 2015, fue un político chino y uno de los líderes del Partido Comunista de ese país oriental. Integró el más alto cuerpo ejecutivo de ese partido, el Comité Permanente del Buró Político del Comité Central del Partido Comunista de China, entre 1987 y 1997. Además fue candidato a ser máximo líder político de China pero le ganó su rival Jiang Zemin, quién asumió el liderazgo de su partido en 1989. Entonces Qiao Shi asumió como presidente del Congreso Nacional Popular, el tercer cuerpo político del país, desde 1993 a 1998, año en que se retiró de la actividad. 
En comparación con sus rivales, incluyendo a Zemin adoptó una postura más liberal en políticas sociales y económicas promoviendo el imperio de la ley y la reforma orientada al mercado de las empresas públicas.

## Infancia
Qiao Shi, cuyo nombre de nacimiento es Jiang Zhitong (en chino 蔣志彤; Jiǎng Zhìtóng) nació en Shanghái en diciembre de 1924, su padre era de Dinghai, provincia de Zheijang y trabajaba como contador en Shanghái. Su madre era obrera de una Fábrica Textil nro 1 de Shanghái. El comenzó la carrera de literatura en la Universidad Asociada del Este de su país pero nunca la terminó.
A los dieciséis años de edad empezó a militar en actividades revolucionarias clandestinas y adoptó el nombre de Jiang Qiaoshi, en ese entonces una práctica común entre los jóvenes aspirantes al comunismo. Eventualmente abandona el apellido Jiang conservando solo el nombre convirtiéndose en "Qiao Shi".

## Primitiva revolución cultural china
Después de establecerse la República Popular China en 1949, Qiao Shi se desempeñó como líder de la liga comunista joven en Hangzhou, Zheijang hasta 1954. Desde 1954 hasta 1962, trabajó en la compañía Anshan Iron & Steel en China noreste y luego en Jiuquan Iron and Steel en Gansu, China noroeste.
En 1963 fue transferido al Departamento Internacional (ILD) del Comité Central del Partido Comunista Central de China. Fue reconocido como un experto en estudios internacionales, y realizó numerosos viajes a otros estados comunistas. Aunque fue severamente perseguido cuando la revolución cultural empezó en 1966, porque su esposa era sobrina de Chen Bulei, asesor clave del líder del Kuomintang, Chiang Kai-shek

## Ascenso al poder
Una vez finalizada la Revolución Cultural, Qiao Shi asumió como Subdirector del ILD en 1978 y posteriormente como Director en 1982, responsable del manejo de relaciones con los partidos comunistas extranjeros y además fue miembro suplente del Secretariado General, el más alto cuerpo ejecutivo de la organización del partido. Al mismo tiempo retuvo las posiciones de jefe de la Oficina General, a cargo de la administración diaria del partido. Y a cargo de Recursos Humanos en el Departamento de Organización. Bajo su dirección la Oficina General cambió su enfoque de lucha de clases al de desarrollo económico como parte de la política de reforma y apertura económica.
En 1985 el jefe de espías, Yu Qiangsheng desertó a los Estados Unidos provocando que los miembros del Politburo y el secretario de la Comisión Central Políticas y Asuntos Legales sean degradados. Entonces Qiao Shi fue seleccionado para llenar el hueco, particularmente por su cercanía al secretario general Hu Yaobang y su triunfo en la aprobación del líder supremo Deng Xiaoping. En ese año fue elegido miembro del Buró Político del Comité Central del Partido Comunista de China. En 1986 fue elegido Vice Premier del Consejo de Estado. Desde 1987 hasta 1997 Qiao Shi fue miembro del Comité Permanente del Buró Político del Comité Central del Partido Comunista de China, el cuerpo ejecutivo más alto de China, supervisando los amplios portafolios de seguridad interna, inteligencia, justicia y discliplina del partido. Desde 1987 hasta 1992 también se desempeñó como secretario de la Comisión Central para la Inspección de Disciplina, la agencia del partido a cargo de luchar contra la corrupción.

### Las secuelas de la Plaza Tiananmen
Se pensaba que Qiao Shi había protagonizado un rol clave durante las protestas de la Plaza Tiananmen de 1989, pero es aún incierto si apoyó o se opuso a la campaña de protesta de los estudiantes. Algunas fuentes incluyendo la autobiografía de Zhao Ziyang afirman que Qiao mantuvo una posición ambivalente en el manejo de la protesta. El afirma que fue tolerante con el movimiento de estudiantes y se abstuvo en la votación de mayo de 1989 del buró político que decidiría si se mandaba al ejército a la plaza Tiananmen.
Qiao arreglo mantener su posición de liderazgo cuando sus colegas del buró político, quienes se opusieron a la campaña fueron purgador. En las secuelas políticas de Tianamen Square, Qiao Shi y el que fuera posteriormente premier Li Peng fueron promocionados como dos de los candidatos a liderar el partido. Sin embargo, Deng y las personas más antiguas del partido pensaban que había ido demasiado lejos y que sus conocimientos de economía eran insuficientes para hacer el trabajo. Qiao Shi por lo tanto aparecía como la elección por defecto basado en su experiencia y antigüedad al momento. Deng en persona organizó una reunión con Qiao Shi para discutir la cuestión del liderazgo. Finalmente Qiao Shi perdió ante su rival, quien fuera posteriormente jefe del partido en Shanghái Jiang Zemin, quien asumió el puesto de líder del partido en 1989 y la presidencia en 1993.
A diferencia de sus colegas, más notablemente Jiang Zemin y Li Peng. Qiao Shi no asistió a los más importantes eventos del calendario político chino después de su retiro incluyendo los sucesivos congresos del partido, los Congresos Nacionales Populares, la ceremonia de apertura de las Olimpiadas de Beijing, y varios aniversarios de eventos históricos.

## Retiro
DespuesDespues de la muerte del líder supremo Deng Xiaoping en 1997, el presidente Jiang Zemin logró excluir a Qiao Shi del Comité Central del CPC y del buró político en el 15° Congreso Nacional del Partido Comunista de China consolidando su poder. En 1998 con 74 años de edad se retiró de la política y de toda otra actividad pública.
Mientras Qiao Shi dejó la política activa en 1998, su permanencia en las más altas esferas del partido y del gobierno lograron la decisión de mantener el más grande número de oficinas claves en comparación con sus contemporáneos o cualquier otro líder en generaciones posteriores. Entre otras cosas, Qiao Shi fue el oficial a cargo de la administración del partido, de la organización y de recursos humanos, adoctrinamiento ideológico, disciplina interna, inteligencia, seguridad interna, legislación, cumplimiento de la ley y el sistema de justicia. En virtud de su pertenencia al Comité Permanente, Qiao Shi mantuvo su cargo de oficial más alto de aplicación de la ley aún durante el término de su jefatura en el Congreso Nacional Popular. En 2012 publicó su libro Qiao Shi On Democracy and Rule of Law (textual en español: Qiao Shi en Democracia y las Reglas de la Ley), que tuvo análisis significativos en diferentes medios locales y extranjeros.
El hecho de Qiao Shi, una figura de bajo nivel contento con su jubilación pudiese publicar tal obra en su tercera edad hace especular que el libro es una crítica velada contra el deterioro de la cartera legal y de seguridad a cargo del jefe de seguridad Zhou Yongkang. En 2014 Qiao Shi donó once millones de yuanes a la China Legal Exchange Foundation, traducción textual en español: Fundación de Cambio Legal China, cuyo objetivo es promover justicia y el imperio de la ley.

## Fallecimiento
El 14 de junio de 2015 falleció en Beijing, no se dieron a conocer las causas de su deceso. En su obituario oficial, Qiao Shi fue calificado como "un excelente miembro, un luchador a prueba de tiempo y un excepcional revolucionario proletario, estadista y líder del partido y del estado. Qiao Shi fue el primer líder importante en morir de la tercera generación de líderes. En su obituario se podían contar más de 2000 caracteres del alfabeto chino, la mitad de la longitud de los obituarios de Deng Xiaoping y Cheng Yun, incondicionales de la segunda generación, pero mucho más grande que la cantidad de caracteres de los obituarios de Hua Guofeng, Liu Huaqing y Huang Ju a quienes se les dedicaron solo un ciento de palabras a cada uno. La noticia de su muerte fue el tercer punto del programa nocturno Xinwen Lianbo, el anuncio fue hecho en forma de una declaración conjunta de los más altos organismos del partido y del estado, que es reservado generalmente solamente para los líderes de más alto rango.
Esa mañana las banderas se izaron a media asta, el velatorio se realizó en el Cementerio "Babaoshan Revolutionary" el 19 de junio de 2015. Asistieron el presidente Xi Jinping, el premier Li Keqiang, y todos los miembros del Comité Permanente del Buró Político del Comité Central del Partido Comunista de China con excepción de Zhang Gaoli que se encontraba de viaje en Europa en ese momento. El expresidente Hu Jintao también asistió. Jiang Zemin no asistió pero las agencias de noticias estatales expresaron las condolencias de su parte, además junto a su esposa enviaron una guirnalda a la ceremonia.

## Familia
Qiao Shi conoció a Yu Wen (en chino 郁文, nacida en 1926 y fallecida en 2013) cuando militaban en el clandestino Partido Comunista en Shanghái en la década del 40, se casaron en 1952. Tuvieron cuatro hijos, dos varones y dos mujeres, el hijo mayor Jian Xiaoming obtuvo un doctorado en economía en la Universidad de Cambridge en el Reino Unido. La hija más joven, Qiao Xiaoxi (乔晓溪), estudió medicina en la Universidad Baylor y trabajó en los Estados Unidos. Los otros hijos se llaman Jiang Xiaodong (蒋小东) y Qiao Ling (乔凌). La familia de Qiao nunca se vio envuelta en ningún escándalo y nunca los medios del extranjero especularon sobre ellos ni los criticaron, nada común en las familias de otros altos oficiales del Comunismo.

## Honores
En abril de 1996, Qiao Shi fue premiado con la ciudadanía honoraria de la capital cubana La Habana, y un doctorado honorario en leyes en la Universidad de Regina.